# استیون هلز
استیون هلز (به انگلیسی: Stephen Hales) (زادهٔ ۱۷ سپتامبر ۱۶۷۷ و درگذشتهٔ ۴ ژانویه ۱۷۶۱) شیمی‌دان، فیزیولوژیست و مخترع اهل انگلیس بود. او اولین کسی بود که توانست فشارخون را اندازه‌گیری کند. از اختراعات وی می‌توان از دستگاه تهویه، انبر پزشکی، دستگاهی برای حذف سنگهای مثانه نام برد.